# Renan Brito Soares
Renan Brito Soares ili jednostavno Renan (Viamão, 24. siječnja 1985.) bivši je brazilski nogometaš koji je igrao na poziciji vratara. 

## Biografija
Svoju karijeru započeo je Internacionalu, a debi za tu momčad doživio je u susretu s Juventudeom u pobjedi od 1:0. Igrao je u Pekingu 2008., a s momčadi Brazila osvojio je brončanu medalju. Dana 13. kolovoza 2008. seli se u španjolskog prvoligaša Valenciju. Lošim igrama tada prvog vratara Valencie Tima Hildebranada, dobiva prilku dokazati se kao prvi vratar momčadi.